# Уряд Гватемали
Уряд Гватемали — вищий орган виконавчої влади Гватемали.

## Голова уряду
- Президент — Джеймс Ернесто Моралес Кабрера (англ. James Ernesto Morales Cabrera).
- Віце-президент — Джафет Кабрера Франко (англ. Jafeth Cabrera Franco).

## Кабінет міністрів
Склад чинного уряду подано станом на 18 березня 2016 року.
| Логотип | Міністерство                                         | Міністр                                                                          | Фото | Час на посаді | Час на посаді | Партія | Партія | Вебсайт |
| ------- | ---------------------------------------------------- | -------------------------------------------------------------------------------- | ---- | ------------- | ------------- | ------ | ------ | ------- |
|         | Міністерство екології та природних ресурсів          | Сідні Александер Самюель Мілсон (Sydney Alexander Samuels Milson)                |      |               |               |        |        |         |
|         | Міністерство економіки                               | Рубен Моралес Монрой (Ruben Morales Monroy)                                      |      |               |               |        |        |         |
|         | Міністерство енергетики і гірничої промисловості     | Хуан Пелайо Кастанон Стормонт (Juan Pelayo Castanon Stormont)                    |      |               |               |        |        |         |
|         | Міністерство закордонних справ                       | Маріо Адольфо Букаро Флорес (Mario Adolfo Búcaro Flores)                         |      |               |               |        |        |         |
|         | Міністерство комунікацій, інфраструктури та житла    | Альдо Гарсія (Aldo Garcia)                                                       |      |               |               |        |        |         |
|         | Міністерство культури і спорту                       | Хосе Луїс Чеа Урруела (Jose Luis Chea Urruela)                                   |      |               |               |        |        |         |
|         | Міністерство оборони                                 | генерал Вільямс Агберто Мансілла Фернандес (Williams Agberto Mansilla Fernandez) |      |               |               |        |        |         |
|         | Міністерство освіти                                  | Оскар Уго Лопес Рівас (Oscar Hugo Lopez Rivas)                                   |      |               |               |        |        |         |
|         | Міністерство охорони здоров'я і соціальної допомоги  | Хосе Альфонсо Кабрера Ескобар (Jose Alfonso Cabrera Escobar)                     |      |               |               |        |        |         |
|         | Міністерство праці                                   | Аура Летисія Телегуаріо (Aura Leticia Teleguario)                                |      |               |               |        |        |         |
|         | Міністерство продовольства і сільського господарства | Маріо Естуардо Мендес (Mario Estuardo Mendez)                                    |      |               |               |        |        |         |
|         | Міністерство фінансів                                | Хуліо Гектор Естрада (Julio Hector Estrada)                                      |      |               |               |        |        |         |
|         | Міністр кабінету міністрів                           | Франсіско Мануель Рівас Лара (Francisco Manuel Rivas Lara)                       |      |               |               |        |        |         |